# Walter Schimana
Walter Schimana (12 de marzo de 1898 - 12 de septiembre de 1948) fue un funcionario austríaco de las SS alemanas durante la era Nazi. Fue Líder de las SS y Policía en la ocupada Unión Soviética en 1942 y Alto Mando de las SS y Policía en la ocupada Grecia desde octubre de 1943. Responsable de numerosos crímenes de guerra y atrocidades en los territorios ocupados, Schimana fue arrestado por los Aliados después de la guerra y se suicidó mientras esperaba juicio.

## Carrera en las SS

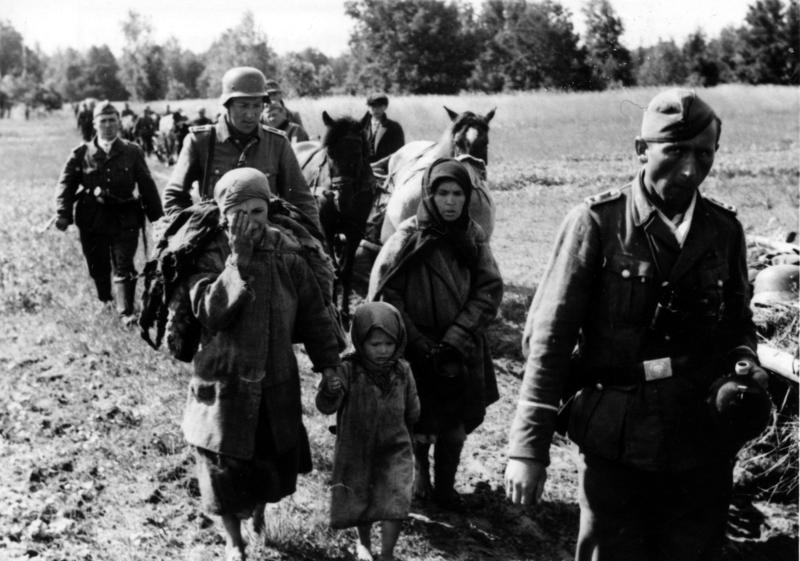
Grupo de Batalla "Schimana" en la Unión Soviética, con mujeres y niños no combatientes.

Schimana se convirtió en uno de los primeros miembros del Partido Nazi (NSDAP), el 7 de diciembre de 1926 (N.º de Partido 49042), y se unió al paramilitar SA en Múnich. Después de la llegada al poder de los Nazis, en 1934 se unió a la Policía de Protección uniformada (Schutzpolizei) con el rango de capitán. En 1936, Schimana fue transferido a la Gendarmerie como mayor. Después del Anschluss, fue transferido al Cuartel General de la Policía en Viena como Comandante de la Gendarmerie motorizada de Austria. El 15 de agosto de 1939, se unió a las SS con el rango de Standartenführer. Al estallar la guerra en Europa, asumió el mando de un batallón de gendarmerie de campo en Polonia, Francia y después en el Gobierno General (Polonia) hasta 1940. Tomó el mando de varias escuelas de gendarmerie motorizada y después sirvió en la Oficina Central de la Policía de Orden entre 1940 y 1941.

## II Guerra Mundial y atrocidades

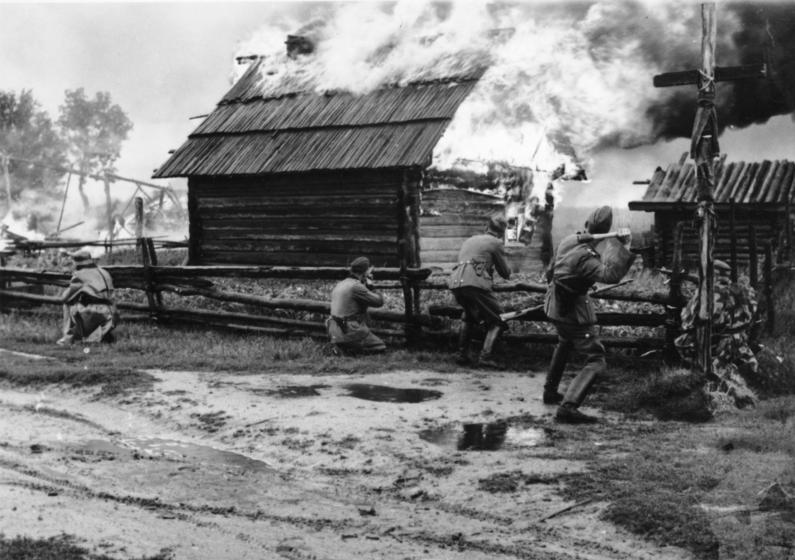
Miembros de una unidad de la Policía de Orden a las órdenes de Schimana atacando un pueblo en la Unión Soviética, 1942.

El 4 de septiembre de 1941, fue nombrado Líder de las SS y Policía para el área de Saratov, y después estuvo agregado al personal del Alto Mando de las SS y Policía en Rusia Central hasta julio de 1942, tomando parte en operaciones de seguridad de retaguardia. Entre el 21 de julio de 1942 y el 15 de julio de 1943 fue el Líder de las SS y Policía en Bielorrusia, con cuartel general en Minsk. Reportando a Friedrich Jeckeln, fue responsable de la formación de los batallones Schutzmannschaft (policía colaboracionista). Subsiguientemente, recibió entrenamiento como comandante divisional y fue nombrado comandante de la recién formada División SS Galicia hasta octubre de 1943.
El 18 de octubre, Schimana fue nombrado Alto Mando de las SS y Policía para Grecia, en reemplazo de Jürgen Stroop, una posición que mantuvo hasta la retirada de las fuerzas alemanas del país en septiembre-octubre de 1944. Estuvo activamente comprometido en llevar a cabo la persecución de judíos griegos y en la campaña contra el movimiento de la resistencia griega. En calidad de tal, fue instrumental en la formación de los infames "Batallones de Seguridad". Tras la retirada alemana, fue nombrado Alto Mando de las SS y Policía en el Sector Danubio, que tenía sus cuarteles generales en Viena. Permaneció en este puesto hasta la capitulación germana.

## Arresto y suicidio
Después de la capitulación de Alemania, Schimana fue arrestado por los Aliados. Se suicidó antes de ser llevado a juicio.